# Bobrowiec (Braniewo)
Bobrowiec (deutsch Klein Amtsmühle) ist ein Dorf in der polnischen Woiwodschaft Ermland-Masuren. Es gehört zur Landgemeinde Braniewo (Braunsberg) im Powiat Braniewski (Kreis Braunsberg).

## Geographische Lage
Bobrowiec liegt im Nordwesten der Woiwodschaft Ermland-Masuren, vier Kilometer südöstlich der Kreisstadt Braniewo (Braunsberg).

## Geschichte
Bei dem Gutsort Kleine Amtsmühle – nach 1820 Klein Braunsberg, nach 1871 Klein Amtsmühle genannt – handelte es sich ursprünglich um einen sehr großen Hof. Im Jahre 1874 wurde der Gutsbezirk Klein Amtsmühle in den neu errichteten Amtsbezirk Schillgehnen (polnisch Szyleny) im ostpreußischen Kreis Braunsberg, Regierungsbezirk Königsberg, aufgenommen. Am 1. Dezember 1903 erfolgte die Eingliederung von Klein Amtsmühle in den Ortspolizeibezirk Braunsberg. Die Einwohnerzahl des Dorfs belief sich 1910 auf 18.
Wohl 1929 verlor Klein Amtsmühle seine Eigenständigkeit und wurde in die Stadtgemeinde Braunsberg eingegliedert.
Das gesamte südliche Ostpreußen kam 1945 in Kriegsfolge zu Polen. Klein Amtsmühle erhielt die polnische Namensform „Bobrowiec“ und ist heute eine aus der Stadt Braniewo herausverlegte Ortschaft im Verbund der Gmina Braniewo (Landgemeinde Braunsberg) im Powiat Braniewski (Kreis Braunsberg), 1975 bis 1998 der Woiwodschaft Elbląg, seither der Woiwodschaft Ermland-Masuren zugehörig. Im Jahre 2021 zählte Bobrowiec 141 Einwohner.

## Religion
Klein Amtsmühle war vor 1945 in die römisch-katholische Pfarrei Braunsberg  (Braniewo) im damaligen Bistum Ermland eingegliedert. Heute gehört Bobrowiec zur Pfarrei in Szyleny (Schillgehnen) im jetzigen Erzbistum Ermland.
Auch gehörte Klein Amtsmühle bis 1945 zur evangelischen Kirche Braunsberg innerhalb der Kirchenprovinz Ostpreußen der Kirche der Altpreußischen Union. Heute ist Bobrowiec in die Diözese Masuren der Evangelisch-Augsburgischen Kirche in Polen eingepfarrt.

## Verkehr
Bobrowiec liegt an der verkehrstechnisch bedeutenden polnischen Woiwodschaftsstraße 507, die hier auf der Trasse der früheren deutschen Reichsstraße 142 verläuft und die Städte Braniewo (Braunsberg), Pieniężno (Mehlsack), Orneta (Wormditt) und Dobre Miasto (Guttstadt) miteinander verbindet. Unweit von Bobrowiec kreuzt die Schnellstraße S 22 (einstige Reichsautobahn Berlin–Königsberg („Berlinka“)) die Straße, von der die Auffahrt Braunsberg Połnoc abzweigt.
Der Bahnhof der Stadt Braniewo ist die nächstgelegenen Bahnstation und liegt an den beiden Bahnstrecken Malbork–Braniewo (–Mamonowo) (Polnische Staatsbahn Nr. 204) und Olsztyn Gutkowo–Braniewo (PKP Nr. 221).